# Kraniotomie

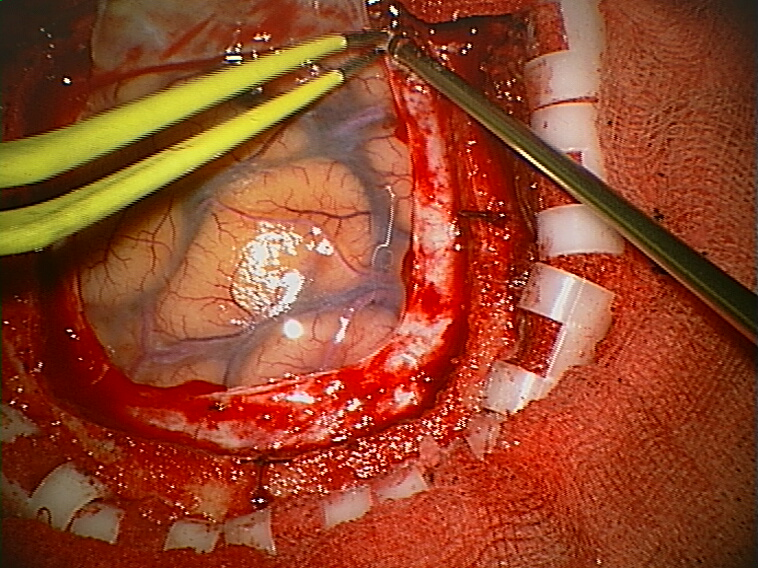
Kraniotomie

Als Kraniotomie oder Schädelöffnung bezeichnet man die neurochirurgische Eröffnung des knöchernen Schädels (lateinisch Cranium) durch Trepanation. Hierdurch wird ein Zugang durch den Schädelknochen in das Schädelinnere geschaffen, um dort den weiteren neurochirurgischen Eingriff am Gehirn (beispielsweise die Resektion eines Tumors) durchzuführen. Bei diesem Verfahren wird ein Teil des Schädelknochens herausgetrennt. Nach erfolgter Operation wird der Knochendeckel wieder eingesetzt, sofern er nicht durch Tumorwachstum oder Trauma zerstört ist.

## Ablauf
Als erster Schritt erfolgt die Inzision der Kopfschwarte. Auf dem freigelegten Schädelknochen werden mit einem Trepanbohrer entlang der geplanten Resektionslinie mehrere Bohrungen erzeugt. Der nächste Schritt ist die Verbindung der vorhandenen Löcher. Dabei wird ein chirurgisches Fräsinstrument, das sogenannte Kraniotom verwendet. Der Fräser ist an seinem abtriebsseitigen Ende mit einem abgewinkelten Schuh, dem sog. Duraablöser versehen, mit dem die am Knochen haftende Dura mater abgelöst wird. Dies soll dem Schutz der Hirnhaut vor Verletzungen durch das Fräsinstrument dienen.

## Geschichte
Bereits in der Jungsteinzeit (8000–5000 v. Chr.) wurden Kraniotomien mit Erfolg durchgeführt, wie archäologische Schädelfunde belegen, wie sie seit der zweiten Hälfte des 19. Jahrhunderts ausgehend von Frankreich erforscht wurden. Zwar ist bei den meisten Funden aus der Jungsteinzeit die Operationsindikation unbekannt, doch handelt es sich in vielen Fällen um gehobene Impressionsfrakturen, die eine medizinische Indikation belegen, mit Randreaktionen, die das Überleben des Eingriffs beweisen.  Damit ist die Kraniotomie das älteste nachgewiesene chirurgische Verfahren. Trepanationen wurden nicht nur an prähistorischen Schädeln gefunden; Kraniotomien wurden auch in antiken und mittelalterlichen Kulturen eingesetzt. Die erste schriftliche Überlieferung findet sich in altägyptischen Schriften Papyrus Ebers und Papyrus Smith. Im Jahr 1971 wurden bei einem Neurochirurgenkongress in Prag frühmittelalterliche Schädel des 9. Jahrhunderts aus der Slowakei gezeigt, von denen drei pathologische Veränderungen zeigten und im Bereich des großen Hinterhauptlochs trepaniert waren.
Kraniotomien können zum Beispiel nach Schädelbasisbruch oder Schädel-Hirn-Trauma (etwa als Dekompressionstrepanation) nötig sein. In verzweifelten Fällen, in denen der Schädel des Kindes bei der Geburt das knöcherne Becken der Frau nicht passieren konnte, wurde diese bereits von Hippokrates beschriebene Methode bis ins 18. Jahrhundert hinein verwendet. Ziel des Eingriffes war es dabei, den Schädel des Kindes zu verkleinern. Dies war vor Einführung des Kaiserschnittes in den beschriebenen Fällen die einzige Möglichkeit, das Leben der Mutter (wenn auch nicht des Kindes) zu retten.